# Адров
Адров — річка в Білорусі у Оршанському, Сєнненському й Толочинському районі Вітебської області. Права притока річки Дніпра (басейн Балтійського моря).

## Опис
Довжина річки 75 км, похил річки 0,9 % , площа басейну водозбору 676 км², середньорічний стік 4,4 м³/с. Формується притоками та безіменними струмками.

## Розташування
Бере початок біля села Дубніци. Тече переважно на південний схід через місто Барань і на південно-західній околиці міста Орша впадає в річку Дніпро.